# Jorge Santibáñez Ceardi
Jorge Horacio Guillermo Santibañez Ceardi (Santiago,1 de marzo de 1934-Viña del Mar, 30 de julio de 2020) fue un abogado y político chileno.

## Biografía
Nació en Santiago de Chile, el 1° de marzo de 1934; hijo de Adriana Ceardi Ferrer y el almirante Julio Santibáñez Escobar.
Realizó sus estudios primarios y secundarios en el Colegio de los Sagrados Corazones de Santiago y Viña del Mar. Luego de finalizar la etapa escolar, ingresó a la Universidad Católica de Valparaíso, donde estudió Derecho; juró como abogado en 1958; la memoria se tituló "Sistemas de relación entre la  Iglesia y el Estado".
Trabajó con el abogado y ex Diputado Alberto Ceardi Ferrer, desde 1954 a 1958. Una vez recibido, se dedicó a ejercer su profesión en diversas sociedades mutualistas, sindicatos, juntas vecinales y cooperativas, en las ciudades de Valparaíso y Viña del Mar.

## Carrera política
Inició sus actividades políticas al inscribirse en el Partido Demócrata Cristiano; ocupó los cargos de presidente provincial de la Juventud, entre 1963 y 1964; de consejero nacional, entre 1968 y 1970 y de presidente nacional de pobladores, entre 1969 y 1971.

### Regidor
En 1960 fue elegido regidor de Viña del Mar, cargo que desempeñó durante los años 1960-1963.
Reelecto regidor de Viña del Mar, cargo que desempeñó durante los años 1963-1965.

### Diputado de la República de Chile
En 1965 se presentó como candidato a diputado por la Sexta Agrupación Departamental "Valparaíso y Quillota", período 1965-1969; integró la Comisión Permanente de Gobierno Interior.
Fue reelecto diputado, por la reformada Sexta Agrupación Departamental "Valparaíso, Quillota e Isla de Pascua", período 1969-1973; integró la Comisión Permanente de Vivienda y Urbanismo.
Ley N.°16.512, de 25 de julio de 1966, relativo a transferencia de terrenos a ocupantes actuales.
Autor de dos leyes fundamentales: Artículo 74, ley de reconstrucción del año 1965, que otorgó títulos de dominio a miles de pobladores.
Ley N.°16.408, de 19 de enero de 1966, sobre franquicias de internación de elementos para la sociedad "Cine Club Ltda." de Viña del Mar.
Coautor, diputado informante y presidente comisión puesta en marcha, ley de juntas de vecinos y demás organizaciones comunitarias, año 1968.
Presidente comisión gobierno interior de la cámara de diputados, periodo 1966-1968.
Delegado del parlamento chileno en el encuentro del parlamento mundial en el año 1971.
Invitado como miembro de la liga Europea  al parlamento Europeo y países Occidentales, año 1986.
Delegado Chileno coloquios Eferding,  año 1987, 1993.

### Dictadura militar
Santibáñez, al igual que algunos militantes del PDC, abandonó el partido para adherir a la dictadura militar que encabezaba Augusto Pinochet.
En enero de 1986 lideró una coalición de partidos y agrupaciones políticas de Valparaíso adeptos al gobierno, en respuesta a un llamado de Sergio Onofre Jarpa, líder del Frente Nacional del Trabajo. Este referente porteño incluía a la Democracia Radical, el Movimiento Social Cristiano, el Partido Democrático Nacional, la Unión Demócrata Independiente de Quillota, el Movimiento Femenino Javiera Carrera, el Movimiento Nacional Sindicalista, el Centro de Estudios Viña del Mar y nacionalistas independientes.

### Concejal
Fue concejal de la ciudad de Viña del Mar entre los periodos   (1992-1996);(1996-2000).
Delegado y representante de la ciudad de Viña del Mar en el Festival Mundial de la Canción, año  1998.

### Alcalde
Asumió la alcaldía de Viña del Mar entre el  11 de octubre de 1994 al 11 de octubre de 1996.

## Carrera profesional
Ejerció su profesión de Abogado, siendo asesor legal y dirigente de las principales instituciones deportivas, sociedades mutualistas, sindicatos, juntas vecinales, cooperativas y asociaciones de la ciudad de Viña del Mar y Valparaíso.

## Historia electoral

### Elecciones parlamentarias de Chile de 1973
- Diputado por la Sexta Agrupación Departamental (Valparaíso, Quillota e Isla de Pascua)

| Candidato                                 | Partido                    | Votos   | %     | Resultado |
| ----------------------------------------- | -------------------------- | ------- | ----- | --------- |
| A. Confederación de la Democracia         |                            |         |       |           |
| Gonzalo Yuseff Sotomayor                  | PN                         | 24 575  | 6,86  | Diputado  |
| Eugenio Ortúzar Latapiat                  | PN                         | 20 037  | 5,60  | Diputado  |
| Gustavo Lorca Rojas                       | PN                         | 19 104  | 5,34  | Diputado  |
| Aníbal Scarella Calandroni                | PN                         | 26 758  | 7,47  | Diputado  |
| Carlos Soya González                      | PIR                        | 3597    | 1,00  |           |
| Jorge Ovalle Quiroz                       | DR                         | 5835    | 1,63  |           |
| Gustavo Cardemil Alfaro                   | PDC                        | 20 537  | 5,74  | Diputado  |
| Eduardo Sepúlveda Muñoz                   | PDC                        | 13 492  | 3,77  |           |
| Jorge Santibáñez Ceardi                   | PDC                        | 15 871  | 4,43  |           |
| Alfonso Ansieta Núñez                     | PDC                        | 25 116  | 7,01  | Diputado  |
| Héctor Castro Castro                      | PDC                        | 16 192  | 4,52  | Diputado  |
| Teresa Maillet de De la Maza              | PDC                        | 11 697  | 3,27  |           |
| Votos de Lista                            | CODE                       | 4397    | 1,23  |           |
| B. Unidad Popular                         |                            |         |       |           |
| Osvaldo Giannini Íñiguez                  | IC                         | 5279    | 1,47  |           |
| Carlos Andrade Vera                       | PCCh                       | 25 663  | 7,17  | Diputado  |
| Andrés Sepúlveda Carmona                  | PS                         | 11 549  | 3,22  | Diputado  |
| Mario Barahona Ceballos                   | PR                         | 11 412  | 3,19  |           |
| Manuel Cantero Prado                      | PCCh                       | 27 833  | 7,78  | Diputado  |
| Nelson Salinas Guzmán                     | PS                         | 6432    | 1,79  |           |
| Luis Guastavino Córdova                   | PCCh                       | 23 935  | 6,69  | Diputado  |
| Jorge Cox Méndez                          | PS                         | 9432    | 2,63  |           |
| Rodemil Yáñez Yáñez                       | PCCh                       | 353     | 0,10  |           |
| Gloria Fernández Farías                   | API                        | 845     | 0,23  |           |
| Armando Barrientos Miranda                | PS                         | 11 579  | 3,23  | Diputado  |
| Juan Enrique Vega Patri                   | MAPU                       | 7807    | 2,18  |           |
| Votos de lista                            | UP                         | 3610    | 1,00  |           |
| Votos válidamente emitidos                | Votos válidamente emitidos | 357 909 | 98,86 |           |
| Votos nulos                               | Votos nulos                | 3132    | 0,86  |           |
| Votos en blanco                           | Votos en blanco            | 990     | 0,28  |           |
| Total de votos emitidos                   | Total de votos emitidos    | 362 031 | 100,0 |           |
| Fuente: Dirección del Registro Electoral. |                            |         |       |           |

### Elecciones municipales de 1992
- Elecciones municipales de 1992, Viña del Mar[3]

| Candidato                 | Pacto                          | Partido | Votos  | %     | Resultado                            |
| ------------------------- | ------------------------------ | ------- | ------ | ----- | ------------------------------------ |
| Juan Arriagada Arenas     | Concertación por la Democracia | PDC     | 17.650 | 11,76 | Concejal                             |
| Luis Parot Donoso         | Participación y Progreso       | UDI     | 17.388 | 11,58 | Concejal                             |
| Raúl Celis Cornejo        | Participación y Progreso       | RN      | 16.304 | 10,86 | Concejal                             |
| Juan Luis Trejo Canessa   | Concertación por la Democracia | PR      | 13.434 | 8,45  | Concejal                             |
| Rodrigo González Torres   | Concertación por la Democracia | PPD     | 12.120 | 8,07  | Alcalde por 2 años (Primer período)  |
| Jorge Santibáñez Ceardi   | Unión de Centro Centro         | UCC     | 7.849  | 5,23  | Alcalde por 2 años (Segundo periodo) |
| Gustavo Mansilla Salas    | Concertación por la Democracia | PDC     | 7.142  | 4,76  | Concejal                             |
| Antonio Oneto Sessarego   | Concertación por la Democracia | PPD     | 7.056  | 4,60  | Concejal                             |
| Juan Soto Vergara         | Partido Comunista              | PCCh    | 6.372  | 4,24  |                                      |
| Jorge Dahdal Chávez       | Concertación por la Democracia | PDC     | 4.537  | 3,02  |                                      |
| Lázaro Parraguez Valencia | Unión de Centro Centro         | UCC     | 3.952  | 2,63  |                                      |
| Virginia Reginato Bozzo   | Participación y Progreso       | UDI     | 3.363  | 2,24  | Concejal                             |
| Ivonne Betbeder Aguilar   | Participación y Progreso       | RN      | 2.489  | 1,66  | Concejal                             |

### Elecciones municipales de 1996
- Elecciones municipales de 1996, Viña del Mar[4]

| Candidato                  | Pacto                                         | Partido | Votos  | %     | Resultado |
| -------------------------- | --------------------------------------------- | ------- | ------ | ----- | --------- |
| Rodrigo González Torres    | Concertación por la Democracia                | PPD     | 25.609 | 19,40 | Alcalde   |
| Luis Parot Donoso          | Unión Por Chile                               | UDI     | 23.779 | 18,01 | Concejal  |
| Jorge Santibáñez Ceardi    | Unión Por Chile                               | RN      | 19,324 | 14,64 | Concejal  |
| Jorge Kaplán Meyer         | Concertación por la Democracia                | PRSD    | 9.956  | 7,54  | Concejal  |
| Juan Soto Vergara          | La Izquierda                                  | PCCh    | 9.860  | 7,47  | Concejal  |
| Juan Arriagada Arens       | Concertación por la Democracia                | PDC     | 8.522  | 6,46  | Concejal  |
| Tomás de Rementería Durand | Concertación por la Democracia                | PS      | 5.819  | 4,41  |           |
| Lázaro Parraguez Valencia  | Independientes Progresistas por Centro Centro | ILB     | 4.250  | 3,23  |           |
| Virginia Reginato Bozzo    | Unión Por Chile                               | UDI     | 3.265  | 2,47  | Concejal  |
| Juan Luis Trejo Canessa    | Concertación por la Democracia                | PRSD    | 3.084  | 2,34  | Concejal  |
| Ivonne Betbeder Aguilar    | Unión Por Chile                               | RN      | 2.806  | 2,13  | Concejal  |
| Felicindo Tapia Tassara    | Concertación por la Democracia                | PPD     | 369    | 0,28  | Concejal  |